# Floder i Tyskland
Floder i Tyskland er en liste over floder som helt eller delvist løber i Tyskland. Floder som løber ud i havet er sorteret geografisk langs kysten. Bifloder er sorteret fra udmundingen i havet til udspringet, de øverste er nærmest udløbet i hovedfloden. Enkelte floder , som Maas, løber ikke gennem Tyskland, men er nævnt fordi de har tyske bifloder. De er skrevet i kursiv. 
Floderne i Tyskland løber ud i Østersøen i Sortehavet og Nordsøen. De vigtigste floder i Tyskland er: 
- Oder som løber ud i Østersøen
- Donau (og de store bifloder Inn, Isar og Lech)som løber ud i Sortehavet
- Rhinen (og de store bifloder Mosel, Main og Neckar), Weser og Elben med de store bifloder Havel og Saale, som løber ud i Nordsøen.

## Floder som løber ud iØstersøen
Sorteret fra nordvest (grænsen til Danmark) til øst (grænsen til Polen).
- Schwentine (i Kiel)
- Trave (i Lübeck-Travemünde) 
  - Wakenitz (i Lübeck)
- Warnow (i Warnemünde)
- Recknitz (i Ribnitz-Damgarten)

- Peene (i Peenemünde) 
  - Tollense (i Demmi)
  - Peenestrom – gren af Oder (fra Stettiner Haff)

- Świna/Swine (i Świoujście i Polen)
  - Uecker (løber ud i Stettiner Haff i Ueckermünde)
  - Oder (Stettiner Haff nær Szczecin i Polen) 
    - Lausitzer Neiße (nær Eisenhüttenstadt)

## Løber ud iSortehavet
- Donau (i Sulia i Rumænien) 
  - Ilz (i Passau)
  - Inn (i Passau)
    - Rott (i Schärding)
    - Mangfall (ved Rosenheim)
      - Glonn (Mangfall)

    - Salzach (i Haiming)
      - Saalach (i Freilassing)

    - Alz (i Marktl)
      - Traun (i Altenmarkt an der Alz)
      - Chiemsee (i Seebruck)
        - Tiroler Achen (i Grabenstätt)

  - Vils (i Vilshofen)
    - Große Vils
    - Kleie Vils

  - Isar (nær Deggendorf)
    - Ammer/Amper (nær Moosburg)
      - Glonn (Amper) (i Allershausen)
      - Würm (nær Dachau)

    - Loisach (nær Wolfratshausen)

  - Große Laber (nær Straubing)
  - Regen (i Regensburg)
    - Chambach (i Cham)
    - Weißer Regen (nær Kötzting)
    - Schwarzer Regen (nær Kötzting)

  - Naab (nær Regensburg)
    - Vils (i Kallmünz)

  - Altmühl (i Kelheim)
  - Abens (nær Neustadt (Donau))
    - Ilm (nær Neustadt (Donau))

  - Paar (nær Vohburg)
  - Friedberger Ach (nær Oberhausen)
  - Lech (nær Donauwörth)
    - Wertach (i Augsburg)
    - Halblech (nær Schwangau)
    - Vils (nær Füssen)

  - Schmutter (i Donauwörth)
  - Zusam (i Donauwörth)
  - Wörnitz (i Donauwörth)
  - Brenz (i Lauigen)
  - Mindel (nær Günzburg)
  - Günz (i Günzburg)
  - Leibi (i Nersigen)
  - Blau (i Ulm)
  - Iller (i Ulm)
    - Breitach (nær Oberstdorf)
    - Trettach (nær Oberstdorf)
    - Stillach (nær Oberstdorf)

  - Riß (nær Ehingen)
  - Lauter (nær Ehingen)
  - Ablach (nær Mengen)
  - Lauchert (nær Sigmaringen)
  - Brigach (nær Donaueschingen)
  - Breg (nær Donaueschingen)

## Løber ud iNordsøen
Floderne i denne del er sorteret fra sydvest (Holland) til øst (den danske grænse).
- Maas (ved Stellendam i Holland)
  - Niers (i Gennep i Holland)
    - Nette (i Wachtendonk)

  - Swalm (i Swalmen i Holland)
  - Rur/Roer (i Roermond i Holland)
    - Wurm (nær Heisberg)
    - Inde (i Jülich)

- Rhinen/Rhein (hovedløbet ved Hoek van Holland i Holland)
  - Lippe (i Wesel)
    - Pader (i Paderborn)
    - Alme (i Paderborn)
      - Afte (i Büren)
        - Aabach (i Bad Wünnenberg)

  - Emscher (nær Dinslaken)
  - Ruhr (i Duisburg)
    - Volme (nær Hagen)
      - Ennepe (i Hagen)

    - Lenne (nær Hagen)
    - Hönne (i Menden)
    - Möhne (i Neheim-Hüsten)

  - Düssel (i Düsseldorf)
  - Erft (i Neuss)
  - Wupper/Wipper (i Leverkusen)
    - Dhünn (i Leverkusen)

  - Sieg (i Bonn)
    - Agger (i Siegburg)
    - Bröl (i Hennef)
    - Nister (i Wissen)
    - Heller (i Betzdorf)
    - Ferndorfbach (i Siegen)

  - Ahr (nær Sinzig)
  - Wied (i Neuwied)
  - Nette (nær Neuwied)
  - Mosel (i Koblenz)
    - Elzbach (i Moselkern)
    - Alf (i Alf)
    - Lieser (nær Bernkastel-Kues)
    - Dhron (i Neumagen-Dhron)
    - Salm (nær Klüsserath)
    - Feller Bach (i Riol)
    - Kyll (nær Trier-Ehrang)
    - Ruwer (nær Trier-Ruwer)
      - Riveris (nær Waldrach)
      - Rauruwer (nær Hizenburg)

    - Saar (nær Konz)
      - Nied (nær Rehligen-Siersburg)
      - Prims (i Dilligen)
      - Blies (i Sarreguemies)
        - Schwarzbach (nær Zweibrücken)

    - Sûre (i Seltz i Frankrike)
    - Sauer (i Wasserbillig)
      - Prüm (nær Echternach)
        - Nims (i Irrel)

      - Our (i Wallendorf)

  - Lahn (i Lahnstei)
    - Aar (i Diez)
    - Weil (i Weilburg)
    - Dill (i Wetzlar)
    - Ohm (i Cölbe)

  - Wisper (i Lorch)
  - Nahe (i Bigen)
    - Alsenz (nær Bad Kreuznach)
    - Glan (nær Bad Sobernheim)
      - Lauter (i Lauterecken)

  - Selz (i Igelheim)
  - Main (i Mainz)
    - Nidda (i Frankfurt-Höchst)
    - Kinzig (i Hanau)
    - Gersprenz (nær Aschaffenburg)
    - Aschaff (i Aschaffenburg)
    - Tauber (i Wertheim am Main)
    - Fränkische Saale (i Gemünden am Main)
      - Brend (i Bad Neustadt)

    - Regnitz (i Bamberg)
      - Pegnitz (i Fürth)
      - Rednitz (i Fürth)
        - Fränkische Rezat (i Georgensgmünd nær Roth)
        - Schwäbische Rezat (i Georgensgmünd nær Roth)

    - Weißer Main (nær Kulmbach)
    - Roter Main (nær Kulmbach)

  - Neckar (i Mannheim)
    - Elz (nær Mosbach)
    - Jagst (nær Bad Friedrichshall)
    - Kocher (i Bad Friedrichshall)
    - Enz (i Besigheim)
    - Murr (i Marbach am Neckar)
    - Rems (i Remseck)
    - Fils (i Plochigen)

  - Queich (nær Germersheim)
  - Pfiz (nær Germersheim)
  - Lauter (i Lauterbourg)
  - Murg (nær Rastatt)
  - Acher (nær Lichtenau)
  - Rench (nær Lichtenau)
  - Kinzig (nær Kehl)
  - Elz (nær Lahr)
  - Kander (nær Weil am Rhein)
  - Wiese (nær Basel)

- IJssel (løber ud i IJsselmeer nær Kampen i Holland) 
  - Berkel (i Zutphen i Holland)
  - Oude Ijssel/Issel (i Doesburg i Holland)

- Zwarte Water (munnar ut i IJsselmeer nær Genemuiden i Holland)
  - Vechte (nær Zwolle i Holland)
    - Dikel (i Neuenhaus)

- Ems (nær Delfzijl i Holland)
  - Leda (i Leer)
    - Soeste (nær Barßel)

  - Hase (i Meppen)
  - Münstersche Aa (i Greven)
  - Bever (nær Telgte)

- Jade (munnar ut i Jadebusen nær Varel)

- Weser (nær Bremerhaven) 
  - Hunte (i Elsfleth)
  - Lesum (i Bremen-Vegesack)
    - Hamme (i Ritterhude)
    - Wümme (i Ritterhude)

  - Aller (nær Verden)
    - Böhme (nær Rethem)
    - Leine (nær Schwarmstedt)
      - Ihme (i Hannover)
      - Innerste (nær Sarstedt)
        - Nette (nær Holle)
        - Grane (i Langelsheim)

      - Rhume (i Northeim)
        - Söse (nær Northeim)
        - Oder (i Katlenburg-Lidau)
          - Sieber (i Hattorf am Harz)

    - Wietze (nær Wietze)
    - Örtze (i Wisen)
      - Wietze (nær Faßberg)

    - Fuhse (i Celle)
    - Lachte (i Celle)
      - Lutter (nær Lachendorf)

    - Oker (i Meiersen)
      - Schunter (nær Braunschweig)
        - Scheppau (nær Königslutter)

      - Gose/Abzucht (nær Goslar)

  - Werre (i Bad Oeynhausen)
    - Westfälische Aa (i Herford)

  - Diemel (i Bad Karlshafen)
  - Fulda (i Hannoversch Münden)
    - Eder (i Edermünde)
      - Schwalm (nær Fritzlar)

    - Haune (i Bad Hersfeld)

  - Werra (i Hannoversch Münden)
    - Hörsel (nær Eisenach)
    - Ulster (i Philippsthal)
    - Felda (nær Dorndorf)
    - Schmalkalde (i Schmalkalden)
    - Hasel (nær Meiigen)
    - Schleuse (nær Themar)

- Elben (nær Cuxhaven) 
  - Oste (nær Otterndorf)
  - Stör (nær Glückstadt)
  - Alster (i Hamburg)
  - Bille (nær Hamburg)
  - Ilmenau (nær Wisen (Luhe))
  - Jeetzel (i Hitzacker)
  - Löcknitz (nær Dömitz)
    - Elde (nær Lenzen)

  - Aland (i Schnackenburg)
  - Stepenitz (i Wittenberge)
    - Karthane (i Wittenberge)

  - Havel (nær Havelberg)
    - Neue Jäglitz (nær Havelberg)
    - Dosse (nær Kuhlhausen)
    - Rhin (nær Warnau)
    - Plane (nær Brandenburg)
    - Nuthe (i Potsdam)
    - Spree (i Berlin-Spandau)
      - Dahme (i Berlin-Köpenick)

  - Tanger (nær Tangermünde)
  - Ohre (nær Burg)
  - Saale (i Barby)
    - Bode (i Nienburg (Saale)
    - Wipper ved Saale (nær Bernburg)
    - Weiße Elster (nær Halle (Saale))
      - Parthe (i Leipzig)
      - Pleiße (i Leipzig)
        - Sprotte (nær Altenburg)

      - Schnauder (nær Groitzsch)
      - Weida (nær Gera)
      - Göltzsch (nær Greiz)

    - Unstrut (nær Naumburg)
      - Wipper ved Unstrut (nær Heldrungen)
      - Gera (i Straußfurt)

    - Ilm (i Großherigen)
    - Orla (i Orlamünde)
    - Schwarza (i Rudolstadt)

  - Mulde (i Dessau)
    - Zwickauer Mulde (nær Colditz)
      - Chemnitz (nær Wechselburg)

    - Freiberger Mulde (nær Colditz)
      - Zschopau (nær Döbeln)

  - Schwarze Elster (nær Wittenberg)
  - Jahna (i Riesa)
  - Weißeritz (i Dresden)
  - Prießnitz (i Dresden)
  - Lockwitz (i Dresden)
  - Müglitz (i Heidenau)
  - Wesenitz (i Pirna)
  - Gottleuba (i Pirna)
  - Biela (i Königstein)
  - Kirnitzsch (i Bad Schandau)
  - Ohře/Eger (i Litoměřice i Tjekkiet)
  - Moldau (i Mělník i Tjekkiet)
    - Berounka (nær Prag i Tjekkiet)
      - Mže/Mies (i Pilsen i Tjekkiet)

- Ejderen (i Tønning, Slesvig)
  - Trenen (i Frederiksstad)
  - Sorgen